# Koniaków (gromada)
Koniaków – dawna gromada, czyli najmniejsza jednostka podziału terytorialnego Polskiej Rzeczypospolitej Ludowej w latach 1954–1972.
Gromady, z gromadzkimi radami narodowymi (GRN) jako organami władzy najniższego stopnia na wsi, funkcjonowały od reformy reorganizującej administrację wiejską przeprowadzonej jesienią 1954 do momentu ich zniesienia z dniem 1 stycznia 1973, tym samym wypierając organizację gminną w latach 1954–1972.
Gromadę Koniaków z siedzibą GRN w Koniakowie utworzono – jako jedną z 8759 gromad na obszarze Polski – w powiecie cieszyńskim w woj. stalinogrodzkim, na mocy uchwały nr 16/54 WRN w Stalinogrodzie z dnia 5 października 1954. W skład jednostki wszedł obszar zniesionej gminy Koniaków w powiecie cieszyńskim w woj. stalinogrodzkim oraz przysiółki Beskid (Pietraszyna), Kosarzyska i Rupienka z dotychczasowej gromady Kamesznica ze zniesionej gminy Milówka w powiecie żywieckim w woj. krakowskim. Dla gromady ustalono 19 członków gromadzkiej rady narodowej.
20 grudnia 1956 województwo stalinogrodzkie przemianowano (z powrotem) na katowickie.
30 lipca 1957 do gromady Koniaków włączono przysiółki Bąbolówka, Dyje i Tkoczówka z gromady Istebna w tymże powiecie.
Gromada przetrwała do końca 1972 roku, czyli do kolejnej reformy gminnej.